# 维莱普卢伊什
维莱普卢伊什（法語：Villers-Plouich）是法国北部-加来海峡大区诺尔省的一个市镇，属于康布雷区马尔宽县。该市镇2009年时的人口为404人。

## 人口
维莱普卢伊什人口变化图示
| 数据来源：INSEE |